# 清水廣一郎
清水 廣一郎（しみず こういちろう、1935年4月2日- 1988年4月29日）は、日本の歴史学者、イタリア史研究者。専攻はイタリア中世社会経済史。元一橋大学経済学部教授。サントリー学芸賞受賞。

## 来歴
東京府生まれ。東京外国語大学外国語学部イタリア語科卒業、一橋大学大学院社会学研究科博士課程修了。増田四郎門下。東京教育大学文学部講師、同助教授、広島大学総合科学部助教授、同教授、東京都立大学人文学部教授。1982年『中世イタリア商人の世界』でサントリー学芸賞受賞。その後一橋大学経済学部教授。在職中に死去し正五位。
『中世イタリア商人の世界』では、ジョヴァンニ・ヴィッラーニの生涯とその著書『新年代記』（en:Nuova Cronica）を通し、イタリア商人たちの世界を論じた。

## 著書
- 『イタリア中世都市国家研究』岩波書店、1975
- 『中世イタリア商人の世界 ルネサンス前夜の年代記』平凡社、1982／平凡社ライブラリー、1993
- 『中世イタリアの都市と商人』洋泉社、1989／講談社学術文庫、2021.10（池上俊一解説）
- 『イタリア中世の都市社会』岩波書店、1990

共編
- 『概説イタリア史』北原敦共編、有斐閣選書、1988

### 翻訳
- ニコラ・オットカール『中世の都市コムーネ』佐藤真典共訳、創文社歴史学叢書、1972
- 『世界を創った人びと10 ロレンツォ・デ・メディチ ルネサンスの擁護者』編訳、平凡社、1979
- W.H.マクニール『ヴェネツィア 東西ヨーロッパのかなめ』岩波書店、1979、新版2004／講談社学術文庫、2013.9